# Castelo de Paiva
Castelo de Paiva es una villa portuguesa del distrito de Aveiro, Región Norte y comunidad intermunicipal del Támega y Sousa, con cerca de 20 000 habitantes. 
Es sede de un municipio con 114,67 km² de área y 15 589 habitantes (2021), subdividido en 6 freguesias. 

## Límites
El municipio limita al norte con los municipios de Penafiel y Marco de Canaveses, al este con Cinfães, al este y al sur con Arouca y al oeste con Gondomar. 

## Historia
El municipio fue llamado únicamente Paiva hasta comienzos del siglo XX.
El 4 de marzo de 2001, el puente que unía las localidades de Castelo y Entre-os-rios se derrumbó. Un autocar de empresa Asadouro con 53 excursionistas se encontraba circulando sobre el puente, lo que agravó las consecuencias de la tragedia, que causó al menos 70 muertos. Varios cuerpos fueron a parar a las costas de Galicia. La tragedia causó una gran conmoción nacional y la renuncia del entonces ministro de Obras Públicas y Transportes, Jorge Coelho. 

## Demografía
| Gráfica de evolución demográfica de Castelo de Paiva entre 1801 y 2021 |
|                                                                        |
| Datos según el nomenclátor publicado por el INE portugués.             |

## Freguesias
Las freguesias de Castelo de Paiva son las siguientes:
- Fornos
- Raiva, Pedorido e Paraíso
- Real
- Santa Maria de Sardoura
- São Martinho de Sardoura
- Sobrado e Bairros

## Economía
La multinacional británica «C&J Clark» abrió en 1988, una fábrica de fabricación de calzado, la cual cierra en 2003. Hoy la mayor fábrica es BRADCO, que tiene casi 300 empleados.

## Patrimonio
- Cafe Central
- Ayuntamiento
- Largo del Conde
- Minas del Pejão y el Couto Minero
- Parque de las Tilias
- Parque del Pino (Parque do Pinheiro)